# Forteresse de Markovo kale
La forteresse de Markovo kale (en serbe cyrillique : Марково кале ; en serbe latin : Markovo kale) est située sur le territoire de la Ville de Vranje et dans le district de Pčinja, en Serbie. Elle est inscrite sur la liste des monuments culturels de grande importance de la République de Serbie (identifiant no SK 659),,.

## Localisation

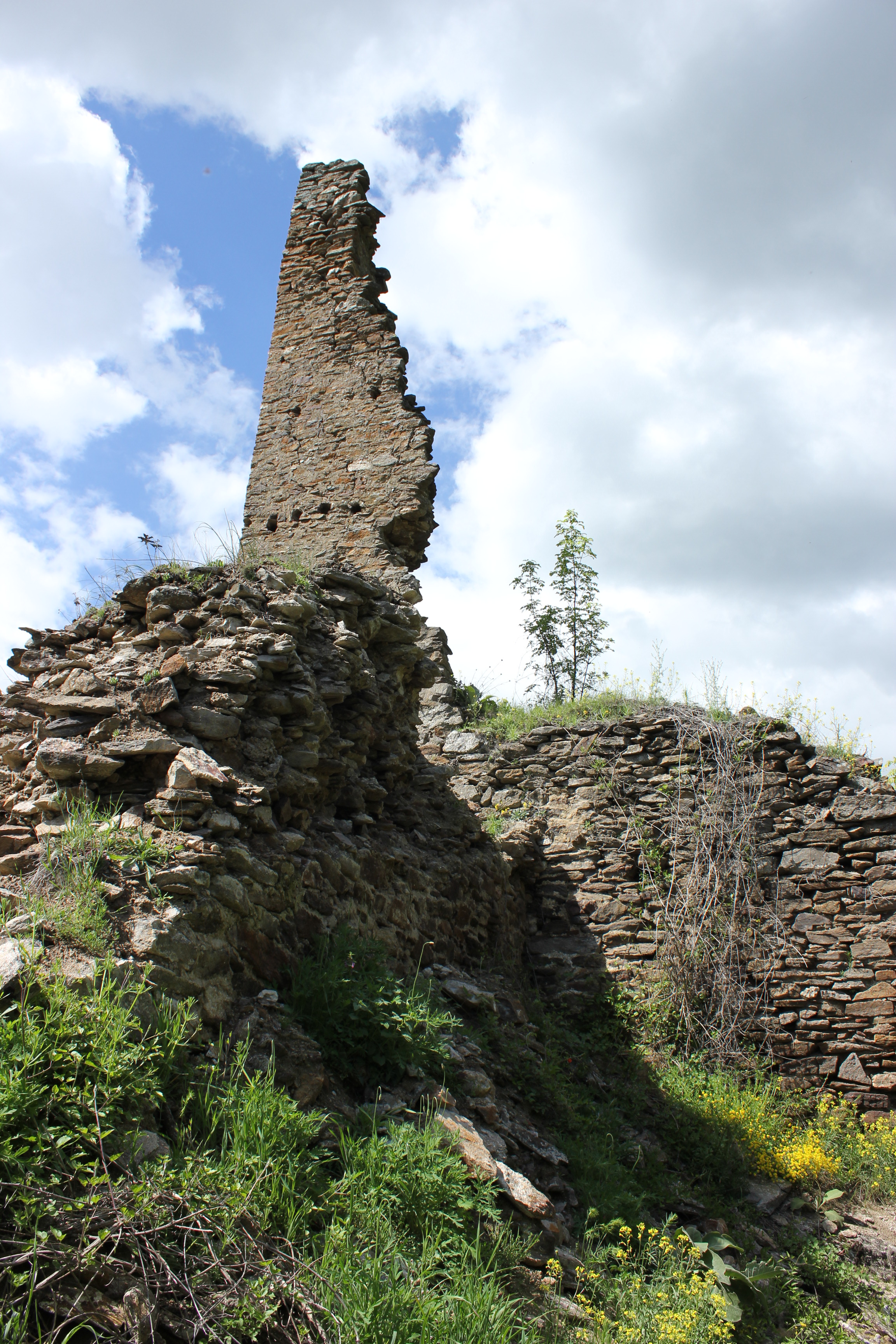
Vestiges de la tour nord.

La forteresse est située à 4,5 km au nord de Vranje sur une crête en saillie entre les montagnes Pljačkovica et Krstilovica, au-dessus du confluent des rivières Mala et Devotinska,. La fortification se dresse à 750 m d'altitude.

## Histoire et légende
Vranje est mentionné pour la première fois dans des sources historiques en 1093, au moment de l'attaque du župan Vukan contre l'armée byzantine,.
Selon la légende, la forteresse est surnommée Markovo kale, la « forteresse de Marko » d'après le prince Marko (1335-1385) (kale signifiant la « forteresse » en turc) parce qu'il aurait tenté de tenir la place dans la défense de Vranje contre les Ottomans ; mais, toujours selon la légende, il a dû prendre la fuite vers le mont Pljačkovica, ainsi nommé parce que le prince y a pleuré.

## Description
La configuration du terrain a imposé son plan triangulaire à la fortification ; Markovo ksle est entourée de remparts d'une épaisseur de 2 m sur les côtés sud et est, tandis que le côté ouest est défendu par les rochers du lieu,. La murs sont constitués de pierre concassée à l'extérieur et rempli de gravats et de mortier de chaux à l'intérieur ; ils se terminaient par un chemin de ronde et étaient couronnés de créneaux,. Au sud-est, les vestiges d'une tour d'angle ont été conservés, tandis que, côté nord, la fortification se termine par une tour défensive à base carrée, partiellement préservée sur deux étages,.

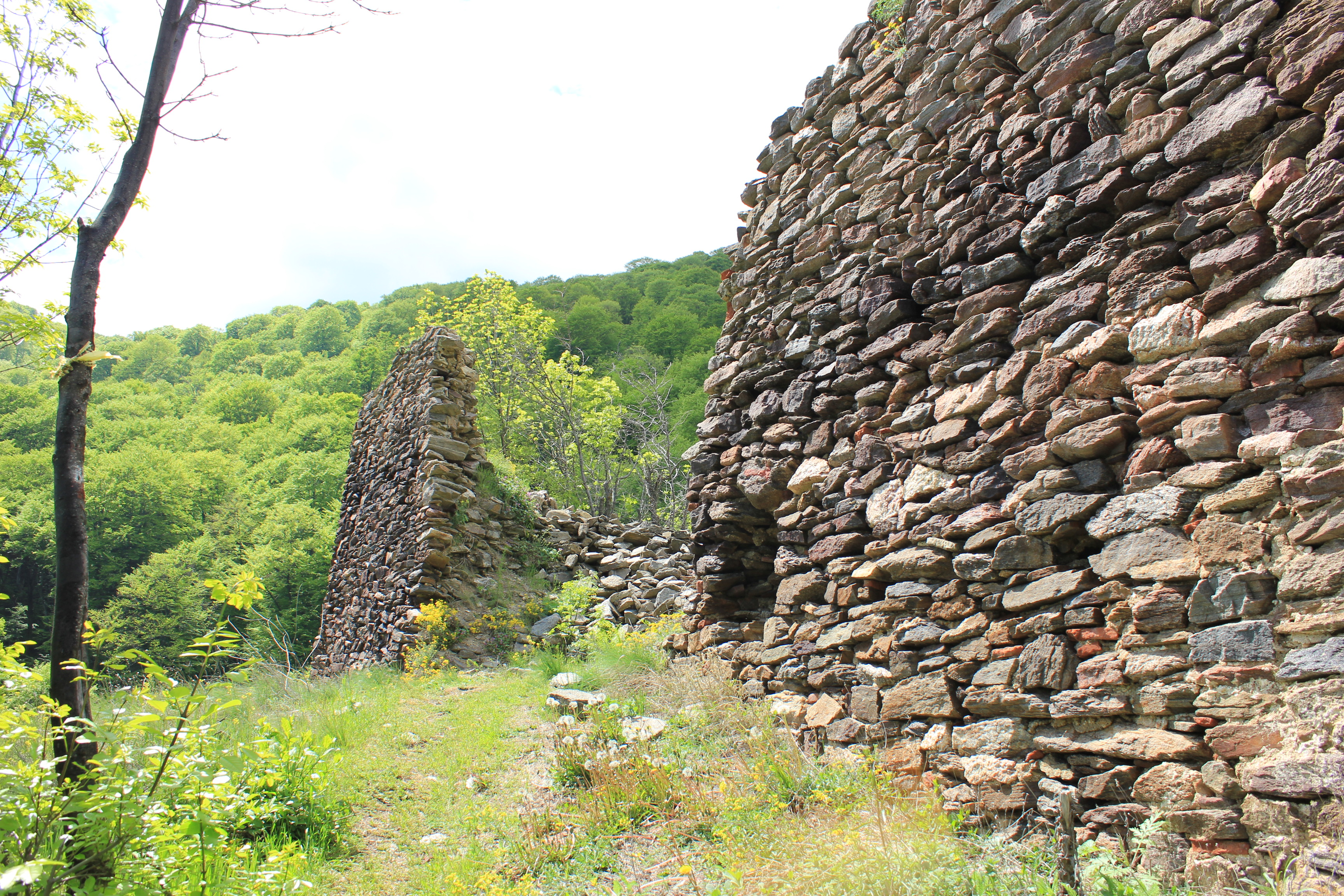
Vestiges du mur sud.

L'intérieur de la forteresse est divisé en deux zones, le plateau supérieur et le plateau inférieur,. Deux citernes ont été découvertes sur le plateau supérieur ainsi que les ruines de trois petites salles,. Une autre pièce plus petite de plan carré ainsi que les vestiges d'une église, dotée un plan cruciforme et terminée par une abside à trois pans, ont été découvertes sur le plateau inférieur,. Les fouilles archéologiques ont également montré que la forteresse abritait des bâtiments en bois servant de logement,.

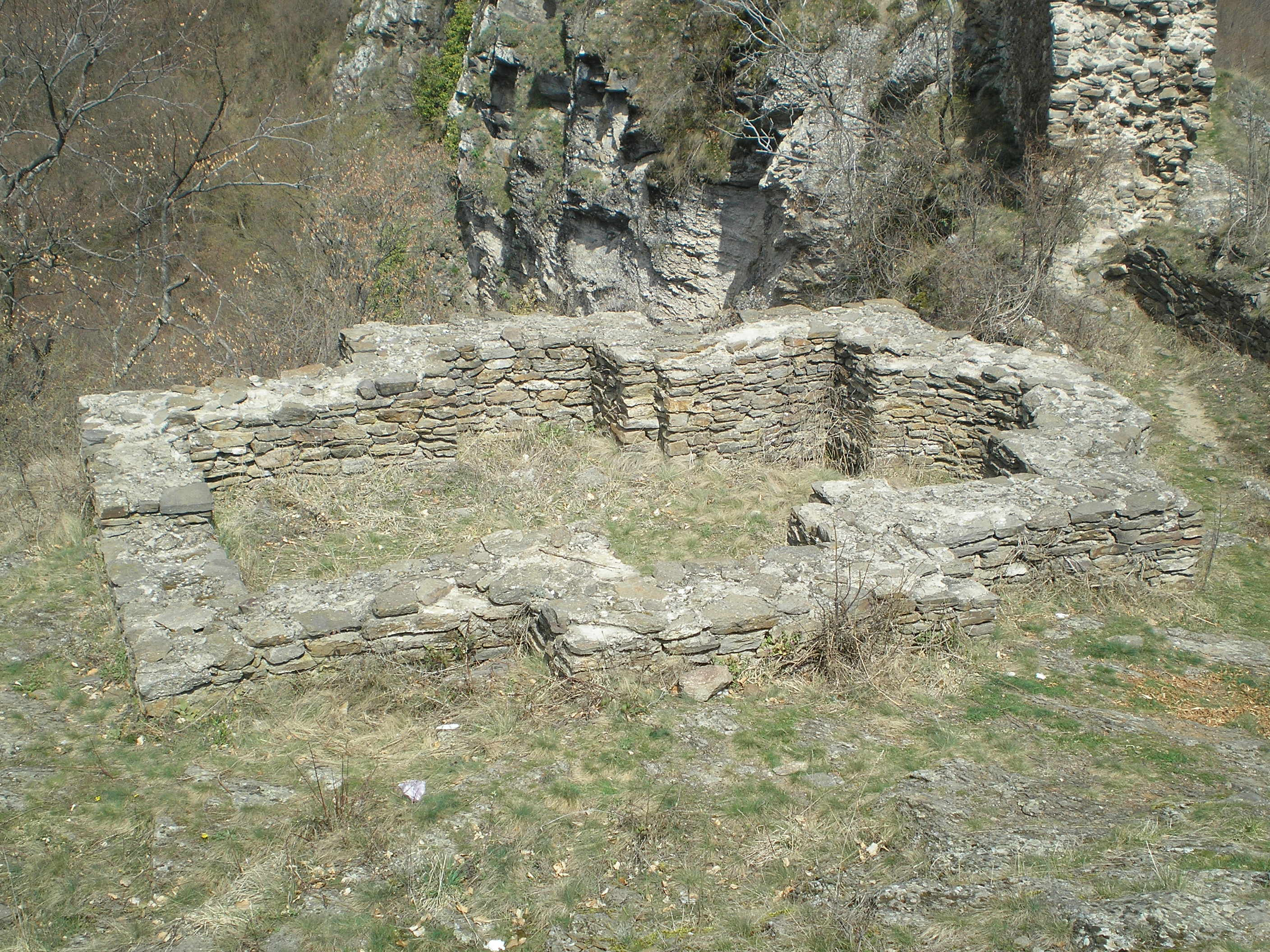
Vue des fondations de l'église.